# Санґай Ханду
Санґай Ханду (англ. Sangay Khandu, нар. 7 вересня 1985) — бутанський футболіст, захисник клубу «Транспорт Юнайтед», у складі якого — триразовий чемпіон Бутану.
Грав за національну збірну Бутану.

## Клубна кар'єра
У дорослому футболі дебютував 2005 року виступами за команду клубу «Транспорт Юнайтед», кольори якої захищає й донині.

## Виступи за збірну
2003 року дебютував в офіційних матчах у складі національної збірної Бутану.

## Титули і досягнення
- Чемпіон Бутану (3):

«Транспорт Юнайтед»:  2005, 2006, 2007